# Joseph Plepp

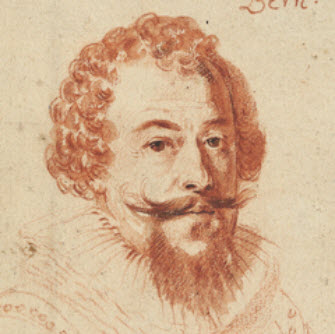
Joseph Plepp, Rötelzeichnung von Conrad Meyer (um 1642)

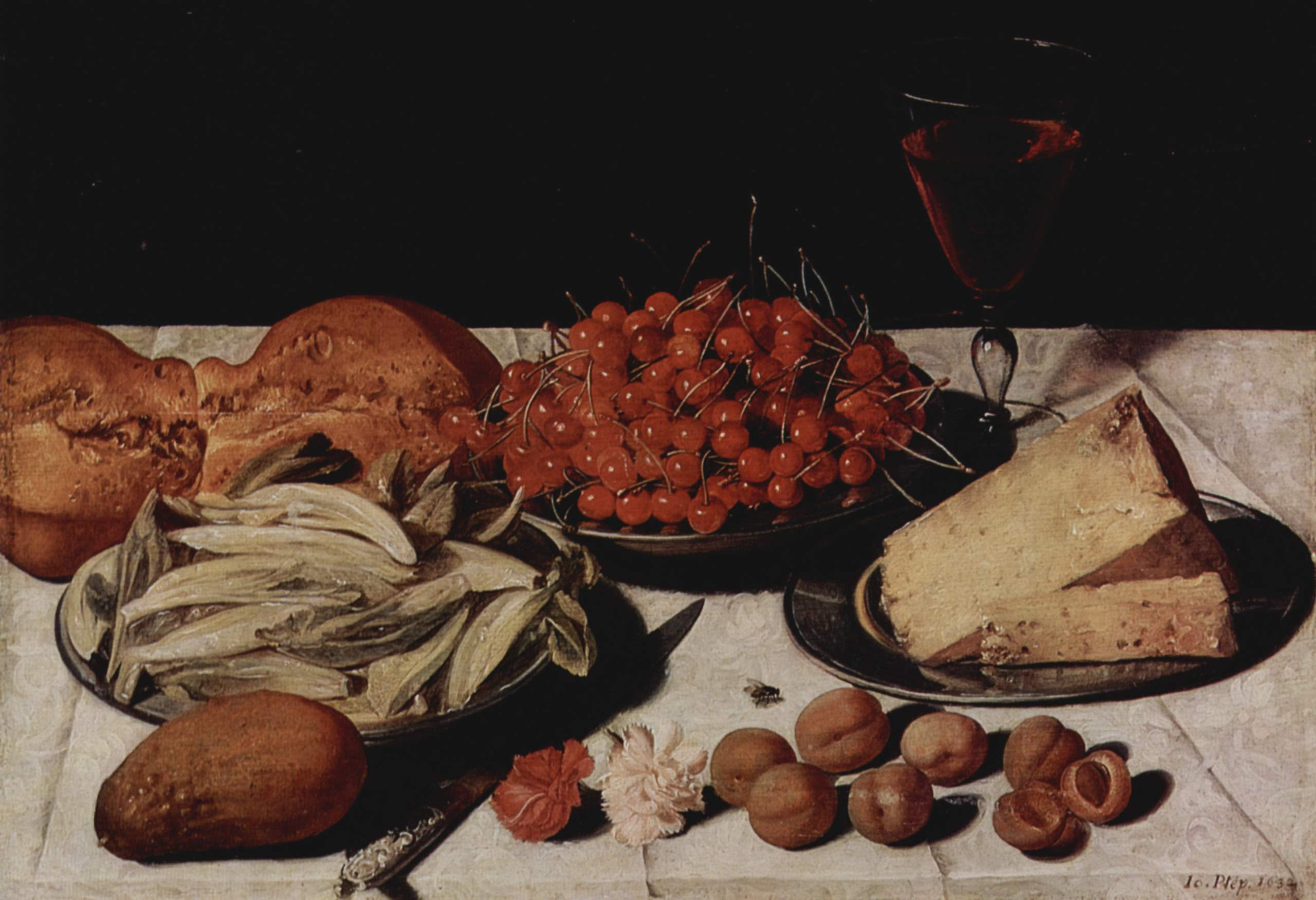
Stillleben (1632)

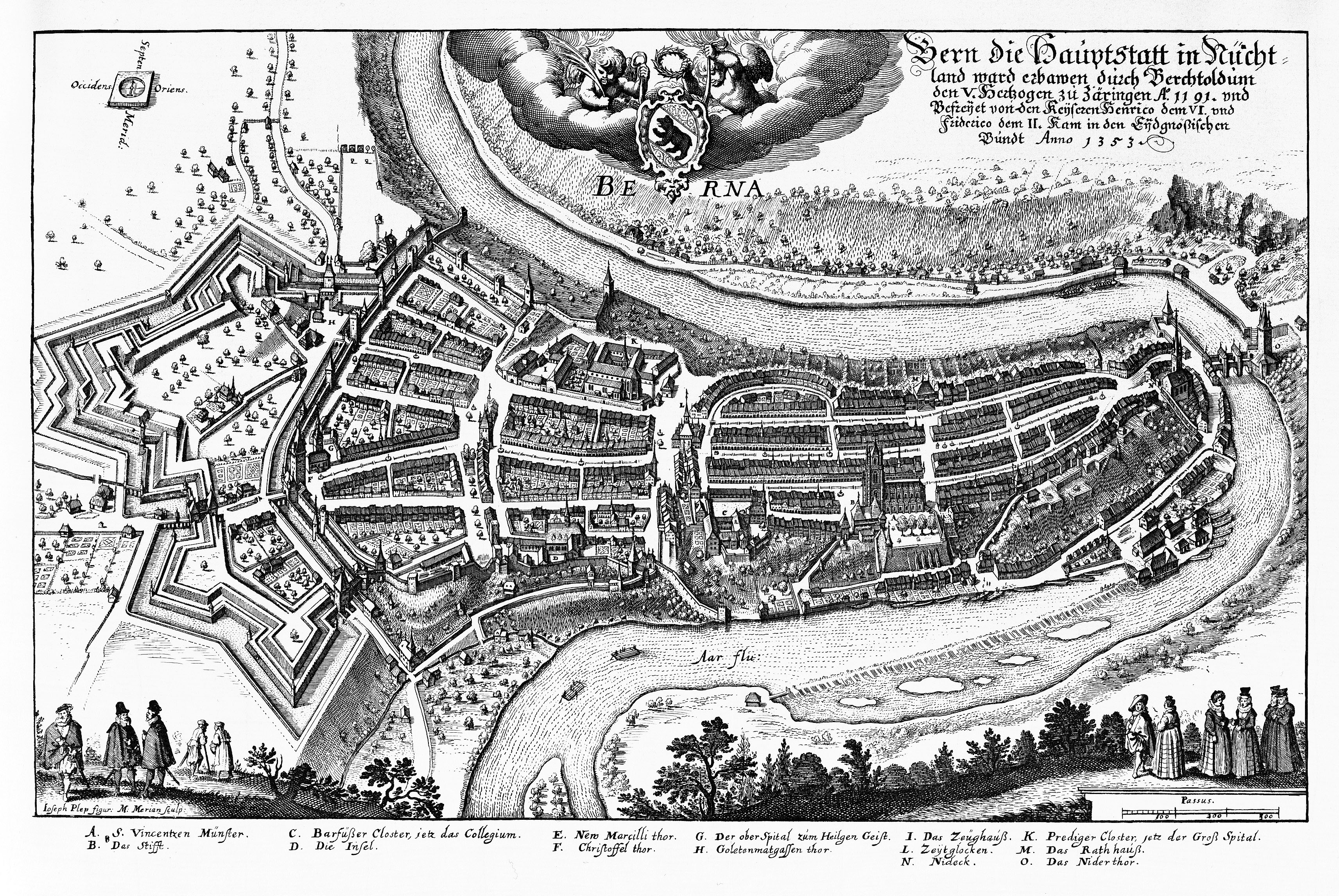
Planvedute der Stadt Bern aus der Topographia Helvetiae

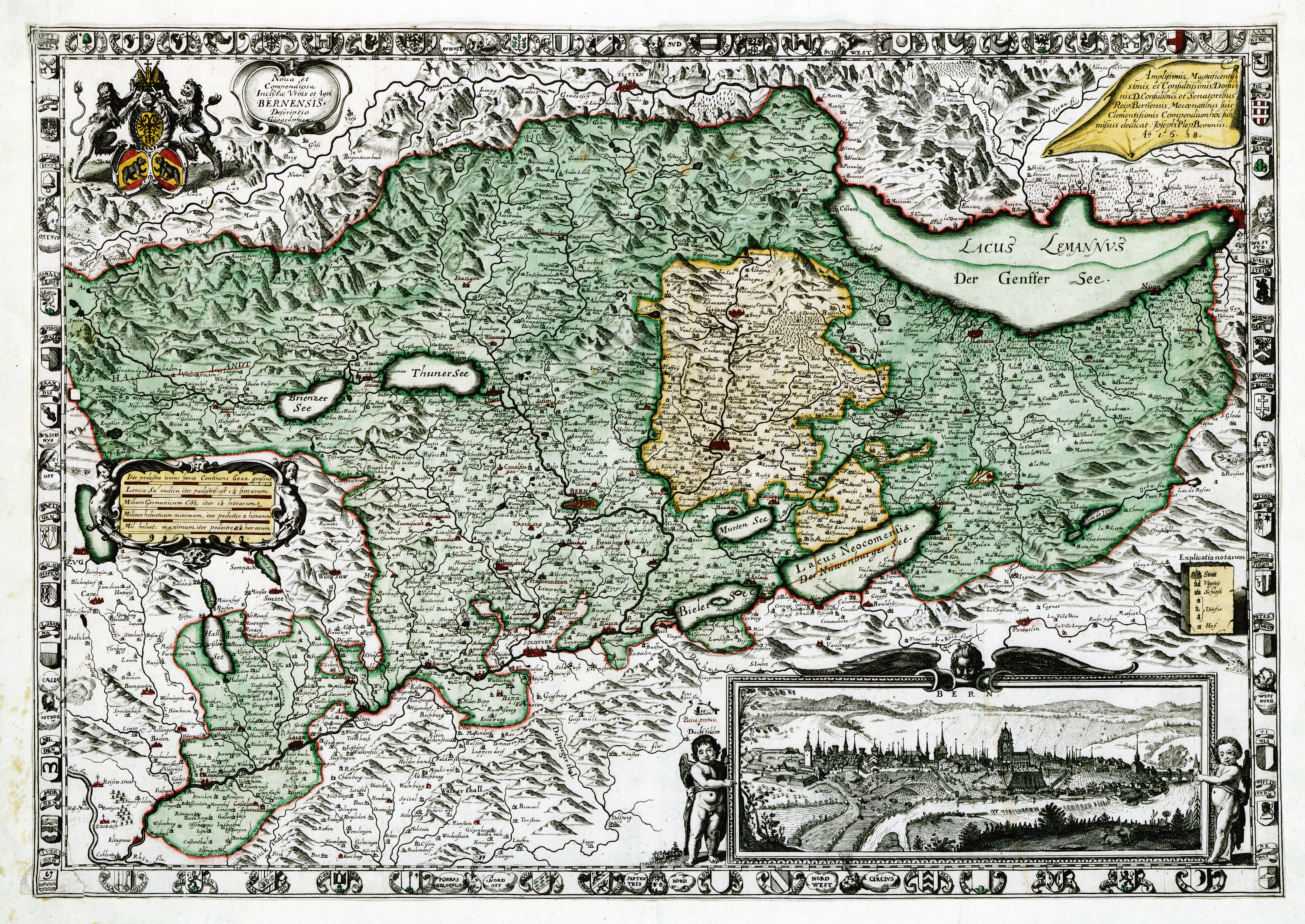
Karte des bernischen Staatsgebietes (1638)

Joseph Plepp (* 5. Oktober 1595 in Bern; † je nach Quelle 1. Mai oder vor dem 30. Mai 1642 ebenda) war ein Schweizer Maler, Architekt und Werkmeister sowie Kartograph aus Bern.

## Leben
Joseph Plepp wurde 1595 in Bern als Sohn des Glasmalers Hans Jakob Plepp und der Salome Heintz geboren. Seine Mutter war die Tochter von Daniel Heintz d. Ä., dem bernischen Werkmeister und Münsterwölber. "Joseph plep 1620 in Stuetgart" unterschrieb der 25-jährige eine kleine Rötelzeichnung, die eine perspektivische Ansicht des Festsaales im ehemaligen herzoglichen Schloss darstellt. (Stuttgart, Württembergisches Landesmuseum). Sie dürfte eine Station seiner Wanderschaft bezeichnen. 1622 ist Plepp wieder in Bern mit obrigkeitlichen Aufträgen fassbar. 1623 sekundierte er seinem Onkel Daniel Heintz d. J., dem bernichen Werkmeister, beim Bau des bernischen Landvogteischlosses Büren a. A. Er trug die Fassadenmalereien und im Innern die Landvögte-Wappentafel bei. 1624 half er dem Festungsbaumeister in bernischen Diensten, Valentin Friderich, mit Planaufnahmen der Städte und Schlösser Lenzburg und Aarburg. Die in diesem Zusammenhang entstandene Stadtplanvedute von Lenzburg (Feder, Aquarell) zählt zu den schönsten ihrer Zeit im südwestdeutschen Raum. In Zusammenhang mit Wehrbauprojekten schuf Plepp die gestochenen Ansichten von Lenzburg, Aarburg und Nyon, die Merian als Vorlagen zu den Ansichten seiner Topographia Helvetiae verwendete (1642). Weitere Blätter sind von Plepp signiert, so die bekannten Radierungen von Bern, Grindelwaldgletscher, Pierre Pertuis. Joseph Plepp war ausgesprochen vielseitig. Er schuf die ersten bernischen Stillleben. Die monumentale Tabula Cebetis wird ihm glaubhaft zugeschrieben. Nach seines Onkels Daniel Heintz d. J. Tod 1633 folgte er diesem im Werkmeisteramt. Er versah es bis zu seinem Tod 1642. Als solcher ersetzte er die Lehne des Vierecks am Münsterturm und baute den Käfigturm.
Seine erste Karte stammt aus dem Jahre 1623. Es handelt sich um einen in Öl gemalten Plan der Stadt Bern und des Bremgartenwaldes, der im Bernischen Historischen Museum aufbewahrt wird. 1628 stellte er eine Vogelschauansicht der Stadt Lenzburg her (Staatsarchiv des Kantons Bern) und 1632 kam das heute noch in zwei Exemplaren erhaltene Kärtchen der damals zwischen Bern und dem Fürstbistum Basel umstrittenen Tessenberger Marchen dazu (Staatsarchiv des Kantons Bern / Stadtarchiv Biel). Die Vorlagen für die in der 1642 erstmals gedruckten Topographia Helvetiae von Matthäus Merian erschienenen Ansichten von Aarburg, Lenzburg, Grindelwaldgletscher und die heute so berühmte Planvedute der Stadt Bern stammen allesamt von Joseph Plepp. Bemerkenswert an dieser Planvedute ist, dass nur die Häuserzeilen in Vogelschau dargestellt sind und der Rest orthogonal abgebildet ist.
Während seiner Tätigkeit als bernischen Werkmeister hat Joseph Plepp dem Käfigturm sein heutiges Aussehen gegeben. Ebenso hat er die Anlage des Herrengassbrunnens auf den Stand der Zeit gebracht und an die damalige Trinkwasserleitung angeschlossen.

### Karte des bernischen Staatsgebietes von 1638
Das wichtigste kartografische Werk Plepps ist die Kupferstichkarte des altbernischen Staatsgebietes von 1638. Dabei handelt es sich um eine Karte im Maßstab von ca. 1:350'000 mit einem Format von 38 auf 55 cm.
Als Grundlage diente Plepp die mit 18 Platten gedruckte Karte von Thomas Schöpf von 1578. Die Karte Plepps ist die mit Abstand getreueste Folgekarte Schöpfs. Es handelt sich, mit Ausnahme der Berge und Wälder, um eine nur wenig vereinfachte Nachzeichnung, wobei bei der flächenhaften Reduktion von 1:11.5 ca. 90 % des Namensgutes erhalten blieb. Die auffälligste inhaltliche Veränderung durch Plepp war die sehr genaue Darstellung der Aareschleifen unterhalb von Bern, sowie der neue Name Nüw Brück, die Neubrücke bei Bern.
Vom Schmuck der Karte Schoepfs hat Plepp das Wappen links oben mit dem Löwen als Schildhalter sowie den Wappenrand übernommen. Unten rechts hat Plepp eine wohl von ihm selbst geschaffene Südansicht der Stadt Bern angefügt.
Die Karte Plepps gilt als die beste, genaueste und korrekteste Einblattkarte des alten Staates Bern. Exemplare befinden sich unter anderem im Staatsarchiv des Kantons Bern, der Zentralbibliothek Bern, im Bernischen Historischen Museum, in der Zentralbibliothek Zürich und in der Kartensammlung des Bundesamtes für Landestopografie.